# Ted Stevens

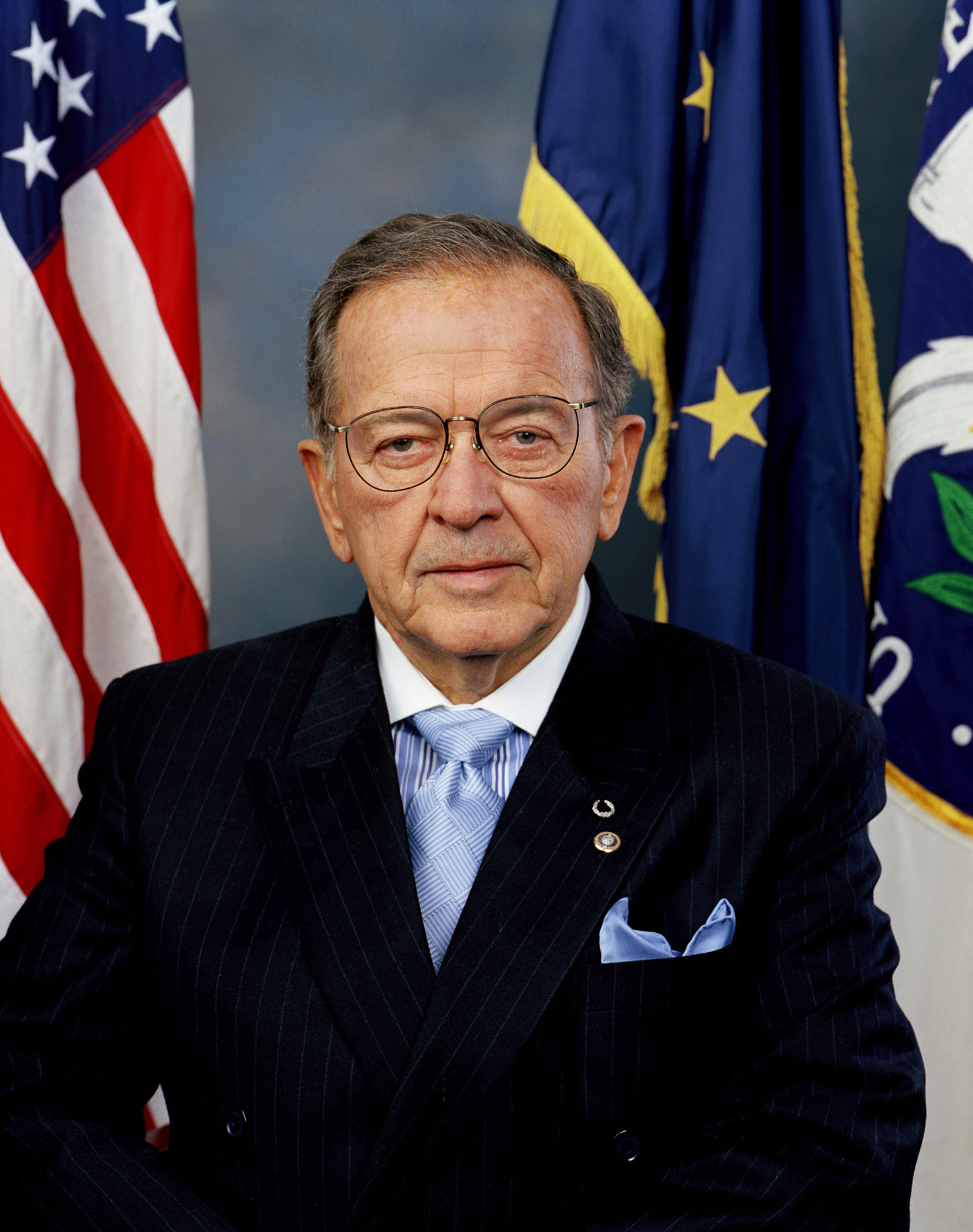
Ted Stevens (ca. 2005)

Theodore Fulton „Ted“ Stevens (* 18. November 1923 in Indianapolis, Indiana; † 9. August 2010 nahe Dillingham, Alaska) war ein US-amerikanischer Politiker der Republikanischen Partei und US-Senator für Alaska. Als langjähriger Vorsitzender des Bewilligungsausschusses war er einer der mächtigsten Senatoren.

## Familie, Ausbildung und Beruf
Der in Indianapolis geborene Stevens diente während des Zweiten Weltkriegs in den United States Army Air Forces mit dem Dienstgrad Leutnant 1. Klasse und flog dort eine C-47 im Gebiet China-Burma-Indien. Nach dem Krieg studierte er an der UCLA und der Harvard Law School. In den frühen 1950ern zog Stevens nach Alaska. Er arbeitete als Anwalt in Fairbanks und wurde dort 1953 zum Staatsanwalt ernannt. Im Jahr 1956 ging er nach Washington, wo er im Innenministerium arbeitete. Unter anderem setzte er sich dafür ein, dass Alaska und Hawaii US-Bundesstaaten wurden, was 1959 auch geschah.
Nachdem er nach Alaska zurückgekehrt war, arbeitete er wieder als Anwalt, diesmal in Anchorage.
Am Nachmittag des 4. Dezember 1978 waren Stevens und seine Frau Ann als Passagiere mit einem gecharterten Privatjet des Typs Learjet 25C (Luftfahrzeugkennzeichen: N77RS) von Juneau nach Anchorage unterwegs, als das Flugzeug im Landeanflug auf den Flughafen Anchorage in einen Strömungsabriss geriet und abstürzte. Bei dem Unglück kamen die beiden Crewmitglieder und drei Passagiere, unter anderem Stevens’ damals 49-jährige Frau Ann, ums Leben. Stevens selbst und ein weiterer Passagier überlebten mit schweren Verletzungen.

## Politische Laufbahn
Im Jahr 1964 wurde er ins Repräsentantenhaus von Alaska gewählt und stieg in seiner zweiten Amtszeit zum Fraktionsführer der republikanischen Mehrheitsfraktion auf. Als der US-Senator für Alaska, Edward Lewis Bartlett, starb, ernannte ihn der damalige Gouverneur Walter Hickel im Dezember 1968 zu dessen Nachfolger. Bis 2008 wurde er bei jeder Wahl bestätigt, was ihn zu dem am längsten amtierenden Senator der Republikanischen Partei machte.
In den 40 Jahren seiner Senatsmitgliedschaft war Stevens Vorsitzender des Senate Rules Committee, Senate Committee on Commerce, Science and Transportation, des Senate Governmental Affairs Committee, des Senate Select Committee on Ethics, dem Joint Committee on the Library of Congress, der Beobachtungsgruppe zur Waffenkontrolle und vor allem des Haushaltsausschusses. Des Weiteren übte er das Amt des Präsidenten pro tempore des US-Senats aus.
Ende 2005 drohte er mit Rücktritt, falls der Senat Gelder, die ursprünglich für zwei Brücken in Alaska vorgesehen waren, in das vom Hurrikan Katrina betroffene Gebiet umleite. Der Senat änderte zunächst die Planungen aufgrund des hohen öffentlichen Drucks. Trotz der Kritik an dem von vielen als sinnlos angesehenen Brückenprojekt wurde das Geld später in einer zusätzlichen Abstimmung doch noch für die allgemeine Infrastruktur Alaskas umdeklariert.
Stevens verlor die Senatswahl am 4. November 2008 knapp gegen den Demokraten Mark Begich und schied im Januar 2009 nach 40 Jahren aus dem Senat aus.

## Korruptionsanklage
Im Juli 2008 wurde Stevens wegen des Verschweigens von Spendengeldern in Höhe von ca. 250.000 $ angeklagt. Stevens plädierte auf nicht schuldig und drängte auf ein schnelles Verfahren, um mit einem Freispruch in die Wahl am 4. November 2008 gehen zu können. Am 27. Oktober 2008 wurde er jedoch von einer Jury in allen sieben Anklagepunkten für schuldig befunden und wegen Korruption verurteilt. Seine Anwälte legten Rechtsmittel gegen den Schuldspruch ein. Der damalige republikanische Präsidentschaftskandidat und Senatskollege John McCain legte ihm seinen Rücktritt nahe. Stevens entschied sich jedoch, den Wahlkampf gegen Mark Begich fortzusetzen, und verlor. Im April 2009 hob ein Gericht die Verurteilung auf, weil der Verteidigung entlastendes Beweismaterial vorenthalten worden war. Justizminister Eric Holder gab 2009 bekannt, dass er im Interesse der Gerechtigkeit die Anklage fallenlasse und kein neues Verfahren eröffnen werde.

## Tod

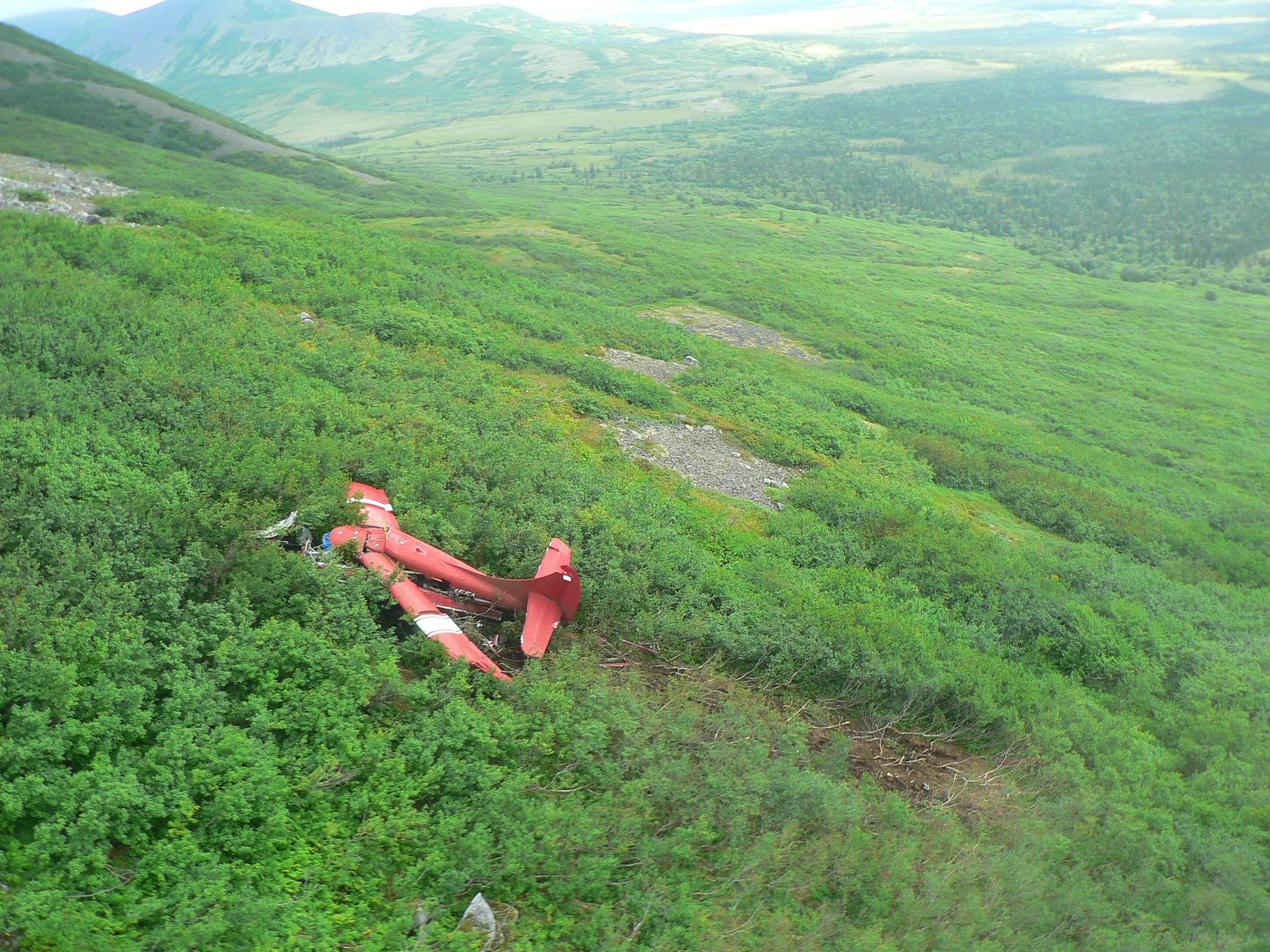
Die verunglückte DHC-3

Ted Stevens starb am 9. August 2010 bei einem Flugzeugabsturz zehn Meilen nordöstlich der Stadt Aleknagik in Alaska, als das einmotorige Propellerflugzeug de Havilland Canada DHC-3 auf dem Weg zu einer Angeltour mit insgesamt neun Personen abstürzte. Bei dem Unglück gab es vier Überlebende, unter ihnen der ehemalige Leiter der US-Weltraumbehörde NASA Sean O’Keefe. Stevens wurde auf dem Nationalfriedhof Arlington beigesetzt (Section 30, Site 281 LH).

## Positionen und Auszeichnungen
Als Mitglied der moderaten Republican Main Street Partnership unterstützte Stevens Stammzellenforschung an menschlichen Embryonalzellen und ein eingeschränktes Recht auf Abtreibung.
Nach ihm ist der Flughafen Anchorage benannt.